# Roland Schöne
Roland Schöne (* 10. September 1941 in Leipzig) ist ein deutscher Bauingenieur und Erwachsenenbildner.

## Leben
Schöne studierte von 1962 bis 1967 Bauwesen und von 1969 bis 1970 Elektronische Datenverarbeitung an der Hochschule für Bauwesen Leipzig. Nach einem pädagogischen Zusatzstudium 1970 an der Karl-Marx-Universität Leipzig absolvierte er 1971 ein Zusatzstudium auf dem Gebiet des Programmierten Lehrens und Lernens an den Universitäten in Moskau, Leningrad und Kiew. Nach seiner 1970 erfolgten Promotion auf technischem Gebiet über das Bauen in Senkungsgebieten an Hochschule für Bauwesen Leipzig habilitierte sich Schöne 1980 an der TU Dresden auf dem Gebiet der Hochschuldidaktik. Von 1970 bis 1982 war er als Oberassistent und von 1982 bis 1993 als Hochschuldozent an der Sektion Pädagogik der Karl-Marx-Universität tätig. Im Jahre 1990 wurde er zum Direktor der Sektion Pädagogik berufen. Von 1970 bis 1993 leitete Schöne internationale interdisziplinäre Forschungsprojekte im Bildungsbereich an der Universität Leipzig und die hochschulpädagogische Weiterbildung für Lehrende an neun Leipziger Hochschulen.
1993 nahm Schöne den Ruf als Universitätsprofessor auf die erste sächsische Professur Erwachsenenbildung und betriebliche Weiterbildung an der Technischen Universität Chemnitz an. Er forschte im Rahmen von zahlreichen Drittmittelprojekten der Europäischen Kommission, von Bundesministerien, der Länder und Unternehmen auf den Gebieten Kleine und Mittlere Unternehmen (KMU) und Bildungseinrichtungen, IMPULS-K, Soziale Unternehmen (Werkstätten für Behinderte, Produktionsschulen u. a.), Lernende Regionen und Lebenslanges Lernen. Nach seiner Emeritierung leitete er von 2005 bis 2008 das von ihm gegründete Bildungs- und Forschungszentrum CreativCenter Chemnitz, dessen Bildungsangebote u. a. die Reihen Kindervorlesungen, SonntagsUniversität und Seniorenkolleg umfasst. Von 2008 bis 2010 baute Roland Schöne als Leiter die neu gegründete 
Graduierten- und Forschungsakademie der TU Bergakademie Freiberg für über 500 Doktoranden aus dem In- und Ausland auf.
Schöne war als Experte für die Europäische Kommission, den Deutschen Bundestag, das Bundesministerium für Bildung und Forschung, die Kultusministerkonferenz, den Sächsischen Landtag und für verschiedene Staatsministerien in Sachsen und Sachsen-Anhalt tätig. Er gehörte der Sächsischen Expertenkommission Demographischer Wandel, dem Demographiebeirat Sachsen-Anhalt sowie weiteren Arbeitsgruppen an.
Seine wissenschaftlichen Ergebnisse und Erfahrungen veröffentlichte Schöne in Buchpublikationen und zahlreichen Broschüren und Aufsätzen in Zeitschriften sowie Pressemeldungen in verschiedenen Medien.

## Ehrungen
2020 wurde sein Wirken mit der Eintragung in das Goldene Buch der Stadt Chemnitz geehrt und 2022 erhielt Roland Schöne im Rahmen der Reise „Ortszeit Freiberg“ vom Bundespräsidenten Frank-Walter Steinmeier persönlich das Verdienstkreuz am Bande des Verdienstordens der Bundesrepublik Deutschland für seine Leistungen in der Seniorenbildung verliehen.